# Rivière Savard (rivière Mistassibi)
Pour les articles homonymes, voir Savard.
La rivière Savard fait partie du bassin versant de la rivière Mistassini, coulant dans le territoire non organisé de Passes-Dangereuses, dans la municipalité régionale de comté (MRC) de Maria-Chapdelaine, dans la région administrative de Saguenay–Lac-Saint-Jean, dans la province de Québec, au Canada,,.
La partie supérieure du cours de la rivière Savard est desservie par la route forestière R0222 et la partie intermédiaire par la route forestière R0257 (sens nord-sud) pour les besoins de la foresterie et des activités récréotouristiques.
La foresterie constitue la principale activité économique du secteur ; les activités récréotouristiques sont accessoires considérant l’éloignement géographique et le manque de routes d’accès.
La surface de la rivière Savard est habituellement gelée de la fin novembre au début avril, toutefois la circulation sécuritaire sur la glace se fait généralement de la mi-décembre à la fin mars.

## Géographie
Les principaux bassins versants voisins de la rivière Savard sont :
- côté nord : rivière Mistassibi, lac Perron, rivière Perron, lac Bellemare, lac Malfait, lac Connelly, rivière Connelly ;
- côté est : lac Dubord, Petite rivière Péribonka, lac Savard, lac de l’Ouest, lac Connelly ;
- côté sud : ruisseau Taillon, rivière Mistassini, rivière Mistassibi, rivière du Dépôt, Petite rivière Péribonka ;
- côté ouest : rivière Mistassibi, rivière Mistassibi, rivière Perron, ruisseau Milot, lac aux Rats, rivière aux Rats[2].

La rivière Savard prend sa source à l’embouchure du lac Savard (longueur : 5,7 km ; largeur : 0,4 km ; altitude : 232 m). La partie nord-ouest de ce lac est situé à 0,7 km au sud-ouest d’un sommet de montagne de 337 m. L’embouchure du lac Savard est située à :
- 1,1 km au sud-ouest du Petit lac Savard ;
- 3,8 km au sud-est du lac Ameau lequel se déverse dans le lac Savard ;
- 3,5 km au nord-est de l’intersection des routes forestières R0257 et R0222 ;
- 5,4 km au sud-ouest du cours supérieur de la Petite rivière Péribonka ;
- 6,6 km au sud-ouest de l’extrémité sud-est du lac Connelly ;
- 9,7 km au nord-est de l’embouchure de la rivière Savard ;
- 20,0 km au sud de l’embouchure de la rivière Connelly[2].

À partir de sa source, la rivière Savard coule sur 20 km vers le sud-ouest entièrement en zone forestière, selon les segments suivants :
- 3,0 km vers le sud, vers le nord-ouest en traversant la partie nord d’un lac (longueur : km ; altitude : m), puis vers le Sud à nouveau, jusqu’à la décharge (venant du Nord-Ouest) d’un ensemble de lacs ;
- 7,2 km vers le Sud en formant une courbe vers l’ouest, jusqu’à la décharge (venant du sud-est) d’un ensemble de lacs ;
- 3,6 km vers l’ouest jusqu’à un ruisseau (venant du Nord), puis vers le Sud en coupant la route forestière R0257 et en passant entre deux montagnes, jusqu’à la décharge (venant du sud) d’un ensemble de lacs ;
- 5,0 km vers le sud-ouest en passant entre deux montagnes et en formant un S, jusqu’à la confluence (venant du nord-ouest) du ruisseau Milot ;
- 1,2 km vers le sud en serpentant jusqu’à la décharge (venant du sud-est) du Petit lac Taillon ;
- 0,8 km vers l’Ouest en courbant vers le sud jusqu’à un ruisseau (venant du nord-ouest) ;
- 3,3 km vers le sud-ouest, puis le Sud, dans une plaine, jusqu’à la décharge (venant du sud-est) du lac Yvonne (longueur : 2,1 km) ;
- 0,8 km vers l’ouest en formant une courbe vers le sud, jusqu’à son embouchure[2].

La rivière Savard se déverse sur la rive est de la rivière Mistassibi. Cette confluence est située à :
- 10,3 km au nord-est de la confluence de la rivière de l’écluse et de la rivière aux Rats ;
- 10,1 km au nord de la confluence de la rivière du Dépôt et de la rivière Mistassibi ;
- 32,1 km au nord de l’embouchure de la rivière Mistassibi (confluence avec la rivière Mistassini) ;
- 52,4 km au nord de l’embouchure de la rivière Mistassini (confluence avec le lac Saint-Jean)[5],[2].

À partir de l’embouchure de la rivière Savard, le courant descend le cours de la rivière Mistassibi sur 37,3 km vers le sud et le cours de la rivière Mistassini sur 22,7 km vers le sud-ouest. À l’embouchure de cette dernière, le courant traverse le lac Saint-Jean sur 42,7 km vers l’est, puis emprunte le cours de la rivière Saguenay vers l’est sur 155 km jusqu'à la hauteur de Tadoussac où il conflue avec le fleuve Saint-Laurent.

## Toponymie
Le terme « Savard » constitue un patronyme de famille d’origine française.
Le toponyme de « rivière Savard » a été officialisé le 5 décembre 1968 à la Banque des noms de lieux de la Commission de toponymie du Québec.